# Hörpolz
Hörpolz ist ein Gemeindeteil des Kneippheilbades Bad Grönenbach im Landkreis Unterallgäu in Bayern.

## Geografie

### Topographie
Das Dorf liegt rund drei Kilometer nordwestlich von Bad Grönenbach und etwa einen Kilometer westlich von Zell, auf einer Höhe von 710 m ü. NHN. Hörpolz grenzt im Uhrzeigersinn im Westen beginnend an das Dorf Zell, sowie die Weiler Hohmanns, Schachen und Wieslings.

### Geologie
Hörpolz befindet sich auf Deckenschotter der Mindeleiszeit des Pleistozäns. Der Untergrund besteht aus Kies, Sand und zum Teil Konglomerat.

## Geschichte
In Hörpolz gab es im Mittelalter ausschließlich freieigenen Besitz.